# 南灣湖 (澳門)

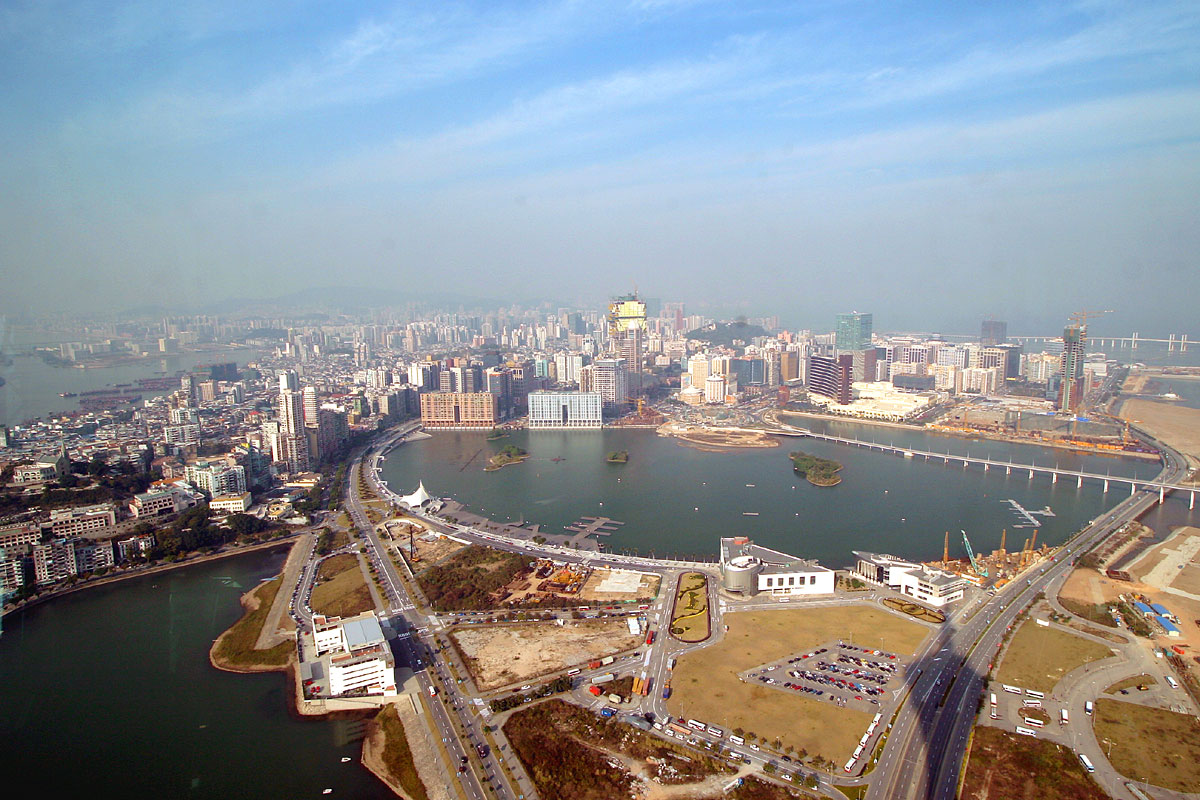
右面的是南灣湖

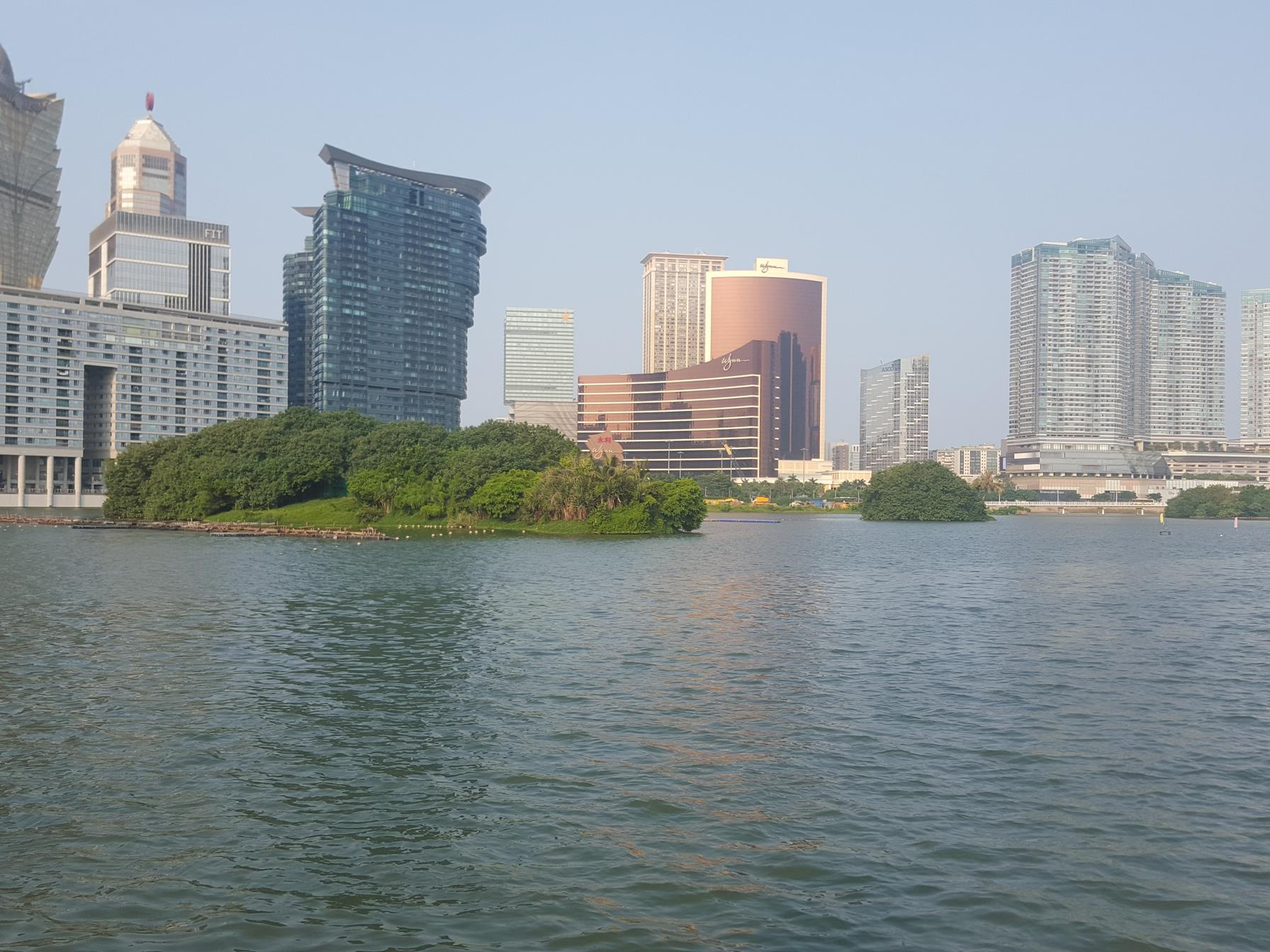
南灣湖中的灘塗

南灣湖（葡萄牙語：Lago Nam Van），位於澳門澳門半島南面的湖泊，由於南灣湖並非天然湖泊，是因築堤而成，故又稱南灣人工湖。屬大堂區管理，為澳門境內最大的人工湖。

## 歷史
南灣湖曾經是澳門半島南面的一個名叫南灣的海灣，而昔日南灣一帶乃為澳門主要的商業中心。
早於1981年，澳葡政府曾一度有提出在南灣建湖的計劃，但一直無人問津。十年後，澳葡政府宣佈落實推行「南灣整治計劃」，並打算投資130億澳門幣興建，經歷重重波折之後，最終才於1992年7月開始動工，於銅馬廣場和半邊橙之間劃出一條陸堤，南灣和西灣以南的陸堤最終於1997年建成，並在陸堤的中間填出一片面積達13000平方米的南灣填海區，面積較大的湖是南灣湖，較小的是西灣湖。
另外，澳葡政府在填海後為免破壞南灣湖在多年填海後的生態，在南灣湖之間再填出四個灘塗，並在其中一個較大的灘塗建人工島進行綠化，讓雀鳥在該小島棲息。

## 超高樓爭議
2014年1月，澳門論盡媒體揭發在《城市規劃法》、《土地法》及《文化遺產保護法》生效前夕，政府部門偷步規劃並在相關文化遺產建築前興建超高樓引發民間激烈反對和爭議。民間普遍質疑政府可能趕在法例生效前，推出官商利益更大、對城市品質更具破壞性的規劃項目。
1992年，南灣湖填海工程正式動工，《澳門政府公報》公佈了多項工程完成後的土地批給合同，其中C區C4地段轉讓予福景灣建築置業有限公司。1997年，南灣及西灣填海工程完工，合共面積達13,000平方米。1998年10月29日，南灣環湖道路全線開通，同年在澳門觀光塔前興建大型廣場即今天的西灣湖廣場。1999年澳門回歸，澳門立法會、中級及終審法院大樓啟用。2001年9月，時任運輸工務司司長歐文龍作出批示，為交換鄭家大屋土地，以租賃免除公開競投制度方式批出南灣湖C區C7地段的土地；同時再批示有償方式轉讓一幅同區的C4地段土地。2001年12月19日，澳門旅遊塔落成啟用。2005年7月18日，南灣湖水上活動中心啟用。2009年3月27日，土地工務運輸局在第二次土地批給公開旁聽會議上，介紹“南灣湖C、D區重整規劃方案”，總範圍達35萬平方米，不再填海，當時是由南灣發展股份有限公司提出的方案。2010年7月至10月舉行相關概念徵集活動和入圍作品展。2010年10月20日，信德集團董事總經理何超瓊表示政府暫未有清晰示意，集團耐心等候政府部門工作安排，年內將有結果公布。2011年5月22日，工務局城市規劃廳廳長劉榕表示，有關C及D區規劃工作主導，將結合新城B區一起考慮，相關工作將在年內完成。2012年2月21日，澳門輕軌第一期工程動工，當時計劃在南西灣湖兩旁設站。
2014年1月26日，行政長官崔世安回應南灣湖規劃事件，承諾政府嚴格遵守《城規法》等相關規定，在三月一日《城規法》、新《土地法》和《文遺法》三法生效前，政府不會審批氹仔北區規劃內所涉及的任何的建築物；同時，針對南灣湖C、D區的發展規劃，政府也必定以保護世遺景觀為前提，也不會在同年3月1日前出台，籲居民無需擔憂和揣測。對於C、D區的未來發展規劃，不少團體以及社會人士亦擔心政府「照板煮碗」，允許樓宇放高，從而使到主教山的景觀受破壞。崔世安指該區的整體規劃必定配合維護澳門世界文化遺產中的澳門歷史城區的前提及系列工作。承諾會從澳門整體利益，符合澳門歷史城區申遺成功後的要求，完全符合《城規法》、新《土地法》和《文遺法》的跟進工作，政府亦不會在3月1日前出台任何相關的規劃內容。